# Remondes
Remondes é uma povoação portuguesa do Município de Mogadouro que foi sede da extinta Freguesia de Remondes, freguesia que tinha 19,89 km² de área e 212 habitantes (2011), e, por isso, uma densidade populacional de 10,7 hab/km².
A Freguesia de Remondes foi extinta (agregada) pela reorganização administrativa de 2012/2013, tendo o seu território sido agregado ao da Freguesia de Soutelo para criar a Freguesia de Remondes e Soutelo.

## População
| Totais e grupos etários | Totais e grupos etários | Totais e grupos etários | Totais e grupos etários | Totais e grupos etários | Totais e grupos etários | Totais e grupos etários | Totais e grupos etários | Totais e grupos etários | Totais e grupos etários | Totais e grupos etários | Totais e grupos etários | Totais e grupos etários | Totais e grupos etários | Totais e grupos etários | Totais e grupos etários |
| ----------------------- | ----------------------- | ----------------------- | ----------------------- | ----------------------- | ----------------------- | ----------------------- | ----------------------- | ----------------------- | ----------------------- | ----------------------- | ----------------------- | ----------------------- | ----------------------- | ----------------------- | ----------------------- |
|                         | 1864                    | 1878                    | 1890                    | 1900                    | 1911                    | 1920                    | 1930                    | 1940                    | 1950                    | 1960                    | 1970                    | 1981                    | 1991                    | 2001                    | 2011                    |
|                         | 328                     | 329                     | 438                     | 401                     | 409                     | 373                     | 406                     | 489                     | 512                     | 512                     | 381                     | 436                     | 345                     | 294                     | 212                     |
| i)                      |                         |                         |                         |                         |                         |                         |                         |                         |                         |                         |                         |                         |                         | 36                      | 20                      |
| ii)                     |                         |                         |                         |                         |                         |                         |                         |                         |                         |                         |                         |                         |                         | 53                      | 16                      |
| iii)                    |                         |                         |                         |                         |                         |                         |                         |                         |                         |                         |                         |                         |                         | 142                     | 103                     |
| iv)                     |                         |                         |                         |                         |                         |                         |                         |                         |                         |                         |                         |                         |                         | 63                      | 73                      |

```
i)
 0 aos 14 anos;
 ii)
 15 aos 24 anos; 
iii)
 25 aos 64 anos; 
iv)
 65 e mais anos	
```

1. ↑  Instituto Geográfico Português, Carta Administrativa Oficial de Portugal (CAOP), versão 2012.1
2. ↑  INE (2012) – "Censos 2011 (Dados Definitivos)", "Quadros de apuramento por freguesia" (tabelas anexas ao documento).
3. ↑  Diário da República, 1.ª Série, n.º 19, Reorganização administrativa do território das freguesias, Lei n.º 11-A/2013, de 28 de janeiro, Anexo I. Acedido a 19/07/2013.
4. ↑  Instituto Nacional de Estatística (Recenseamentos Gerais da População) - https://www.ine.pt/xportal/xmain?xpid=INE&xpgid=ine_publicacoes

## Quinta de Santo Antão
A Quinta de Santo Antão é uma quinta que se encontra desabitada, a pouca distância do Rio Sabor. Em 1946 tinha 18 habitantes. A aldeia encontra-se intacta, sem grandes modificações a nível urbano, por isso as suas casas, apesar de muitas em ruína, são típicas transmontanas. Também existe uma capela na aldeia.

## Património
- Igreja Paroquial de Remondes
- Igreja de Santa Sinfrósia
- Capela de Santo Antão, Quinta de Santo Antão

## Infraestruturas

### Desportivas
- Complexo Desportivo

### Ensino
- Antiga Escola Primária